# 富山県道72号坪野小矢部線
富山県道72号坪野小矢部線（とやまけんどう72ごう つぼのおやべせん）は、富山県砺波市と小矢部市を結ぶ県道（主要地方道）である。

## 概要

### 路線データ
- 起点：富山県砺波市坪野字北島432（国道359号交点、富山県道133号山田砺波線終点）
- 終点：富山県小矢部市中央町295（商工会前交差点・富山県道32号小矢部伏木港線交点）

## 歴史
- 1993年（平成5年）5月11日 - 建設省から、県道坪野小矢部線が坪野小矢部線として主要地方道に指定される[1]。

## 路線状況

### 重複区間
- 富山県道48号福光福岡線（砺波市東中・東中交差点 - 砺波市狐島・狐島交差点）
- 富山県道324号谷坪野芹川線（小矢部市東福町 - 小矢部市西福町）

### 主要橋梁
- 砺波大橋（砺波市権正寺 - 東開発）

## 地理

### 通過する自治体
- 砺波市
- 小矢部市

### 交差する道路
- 国道359号・富山県道133号山田砺波線（砺波市坪野、起点）
- 富山県道239号井栗谷大門線（砺波市宮森新・宮森新交差点）
- 富山県道11号新湊庄川線（砺波市権正寺・権正寺交差点）
- 富山県道370号富山庄川小矢部自転車道線（砺波市東開発・砺波大橋西詰）
- 富山県道40号高岡庄川線（砺波市秋元・秋元交差点）
- 国道156号（砺波市宮丸・油田交差点）
- 富山県道66号高岡砺波線（砺波市小杉・小杉（東）交差点）
- 富山県道258号北高木出町線（砺波市小杉・小杉交差点）[2]
- 富山県道48号福光福岡線（砺波市東中・東中交差点）
- 富山県道48号福光福岡線（砺波市狐島・狐島交差点）
- 富山県道276号西中大滝線（小矢部市下中・下中交差点）
- 富山県道368号藤森岡線（小矢部市金屋本江・水牧交差点）
- 富山県道42号小矢部福光線（小矢部市東福町・石動大橋東詰交差点）
- 富山県道324号谷坪野芹川線（小矢部市東福町・小矢部橋東詰）
- 富山県道324号谷坪野芹川線（小矢部市西福町・小矢部橋西詰）
- 富山県道270号今石動上野本線（小矢部市新富町・中央町交差点）
- 富山県道32号小矢部伏木港線（小矢部市中央町・商工会前交差点、終点）

### 沿線にある施設など
- 県民公園頼成の森
- 増山城跡県定公園
- 和田川
  - 和田川ダム、増山湖
- 庄川
- 砺波総合運動公園
- 北陸自動車道
- 砺波市立砺波東部小学校
- 若鶴酒造
- JR城端線
  - 油田駅
- 小矢部川
- あいの風とやま鉄道線
- 小矢部市役所